# SMS Turul
SMS Turul – austro-węgierski niszczyciel z początku XX wieku. Siódma jednostka typu Huszár. Okręt wyposażony w cztery opalane węglem kotły parowe typu Yarrow. Okręt przetrwał I wojnę światową i po jej zakończeniu został przekazany Włochom. Złomowany w 1920 roku.